# Aloe duckeri
Aloe duckeri är en grästrädsväxtart som beskrevs av Hugh Basil Christian. Aloe duckeri ingår i släktet Aloe och familjen grästrädsväxter. Inga underarter finns listade i Catalogue of Life.